# Élections générales portoricaines de 2008
Les élections générales de 2008 à Porto Rico ont eu lieu le 4 novembre 2008 pour élire les responsables du gouvernement portoricain qui siégerait au cours des quatre prochaines années, ainsi que le gouverneur de Porto Rico. 
Les élections ont été remportées par Luis Fortuño (membre du Nouveau parti progressiste), commissaire résident en exercice, qui a battu le gouverneur sortant, Aníbal Acevedo Vilá (membre du Parti populaire démocrate). Fortuño a reçu 1 025 965 voix et Acevedo Vilá 801 071. 
En outre, la plupart des autres postes ont été remportés par les candidats du NPP, qui se sont retrouvés avec une majorité de sièges au Sénat et à la Chambre des représentants. Les élections ont eu lieu après un mandat de ce que l'on a appelé le "gouvernement partagé", à la suite des élections de 2004. À cause de cela, l'île avait un gouverneur d'un parti (Acevedo Vilá), tandis que le parti adverse détenait la majorité au Sénat et à la Chambre des représentants. La lutte pour la coopération des partis opposés, conjuguée à la crise économique mondiale, a ouvert la voie à la tenue de ces élections. En outre, Acevedo Vilá faisait face à des accusations criminelles à l'époque. 
Fortuño a été élu en tant que gouverneur de Porto Rico le 2 janvier 2009.

## Résultats

### Gouverneur
| Candidat            | Parti                             | Votes     | %     |
| ------------------- | --------------------------------- | --------- | ----- |
| Luis Fortuño        | Nouveau parti progressiste        | 1 025 965 | 52,77 |
| Aníbal Acevedo Vilá | Parti populaire démocrate         | 801 071   | 41,29 |
| Edwin Irizarry Mora | Parti indépendantiste portoricain | 53 693    | 2,76  |

### Législatives
| Parti                                   | Sièges |
| --------------------------------------- | ------ |
| Nouveau parti progressiste (NPP)        | 37     |
| Parti populaire démocrate (PPD)         | 14     |
| Parti indépendantiste portoricain (PIP) | 0      |
| Total                                   | 51     |